# آنجل آنانگ
آنجل آنانگ (به انگلیسی: Angele Anang) (زاده ۱۹۹۴) زن‌پوش، بازیگر، مدل تایلندی است.
او یک زن ترنس است.